# Magyar Gyula Kertészeti Szakközépiskola és Szakiskola
A Magyar Gyula Kertészeti Szakgimnázium és Szakközépiskola egy középiskola a Maglódi úton, Budapest X. kerületében, Kőbányán. Mai nevét a neves botanikus, Magyar Gyula után kapta.

## Története
Az intézmény 1902-ben kezdte meg az első tanévét. Az elmúlt évtizedek alatt Magyarország egyik legnagyobb szakképző intézményévé vált, ahol kertészek, kertépítők és virágkötők generációi szereztek szakképesítést. Az intézményben angol, francia és német nyelvoktatás is folyik. Az idegen nyelvek és a szakmai ismeretek elsajátítását a számos európai országban végzett gyakorlatok is segítik. A tanulók minden évben kiemelkedő eredményeket érnek el különböző szakmai versenyeken.
A képzési rendszer része testi-, érzékszervi-, beszédfogyatékos, nevelési és tanulási folyamatban akadályozott sajátos nevelési igényű tanulók oktatása is. A diákok munkáját pszichológus és tanulásfejlesztő pedagógusok segítik. A tanulás mellett változatos szabadidős programok, illetve könyvtár áll rendelkezésre. Az iskola tankertje és az informatikai bázisa korszerű ismereteket biztosít a harmadik évezredben munkába lépő kertészek számára. Étkezési lehetőség is van az iskola saját menzáján.

## Képzésformák
- Technikusi képzés
  - Parképítő és -fenntartó technikus (OKJ 54 581 02)
- Szakközépiskola
  - Dísznövénykertész (OKJ 34 622 01)
  - Kertész (OKJ 34 622 02)
  - Virágkötő és virágkereskedő  (OKJ 34 215 04)
  - Virágdekoratőr OKJ 35 215 02 (Virágkötő és virágkereskedő előképzettséggel)
  - Érettségire való felkészítés (kétéves, nappali és esti képzés)
- Szakiskolai képesítések
  - Kerti munkás  (OKJ 21 622 01)
  - Parkgondozó  (OKJ 21 622 02)
- 9. előkészítő évfolyam
  -  Parkgondozó vagy
  -  Kerti munkás